# بروس ماثر
بروس ماثر (بالإنجليزية: Bruce Mather)‏ (و. 1939 – م) هو ملحن، ومعلم موسيقى، من كندا، ولد في تورونتو.

## التعليم
تعلم في جامعة تورنتو، والمعهد الموسيقي الملكي ‏، وجامعة ستانفورد، والمعهد الوطني العالي للموسيقى والرقص ‏.

## مناصب وهيئات
أدار جامعة تورنتو، وجامعة مكغيل، وجامعة مونتريال.

## روابط خارجية
- بروس ماثر على موقع ميوزك برينز (الإنجليزية)
- بروس ماثر على موقع أول ميوزيك (الإنجليزية)
- بروس ماثر على موقع ديسكوغز (الإنجليزية)